# Häxleden

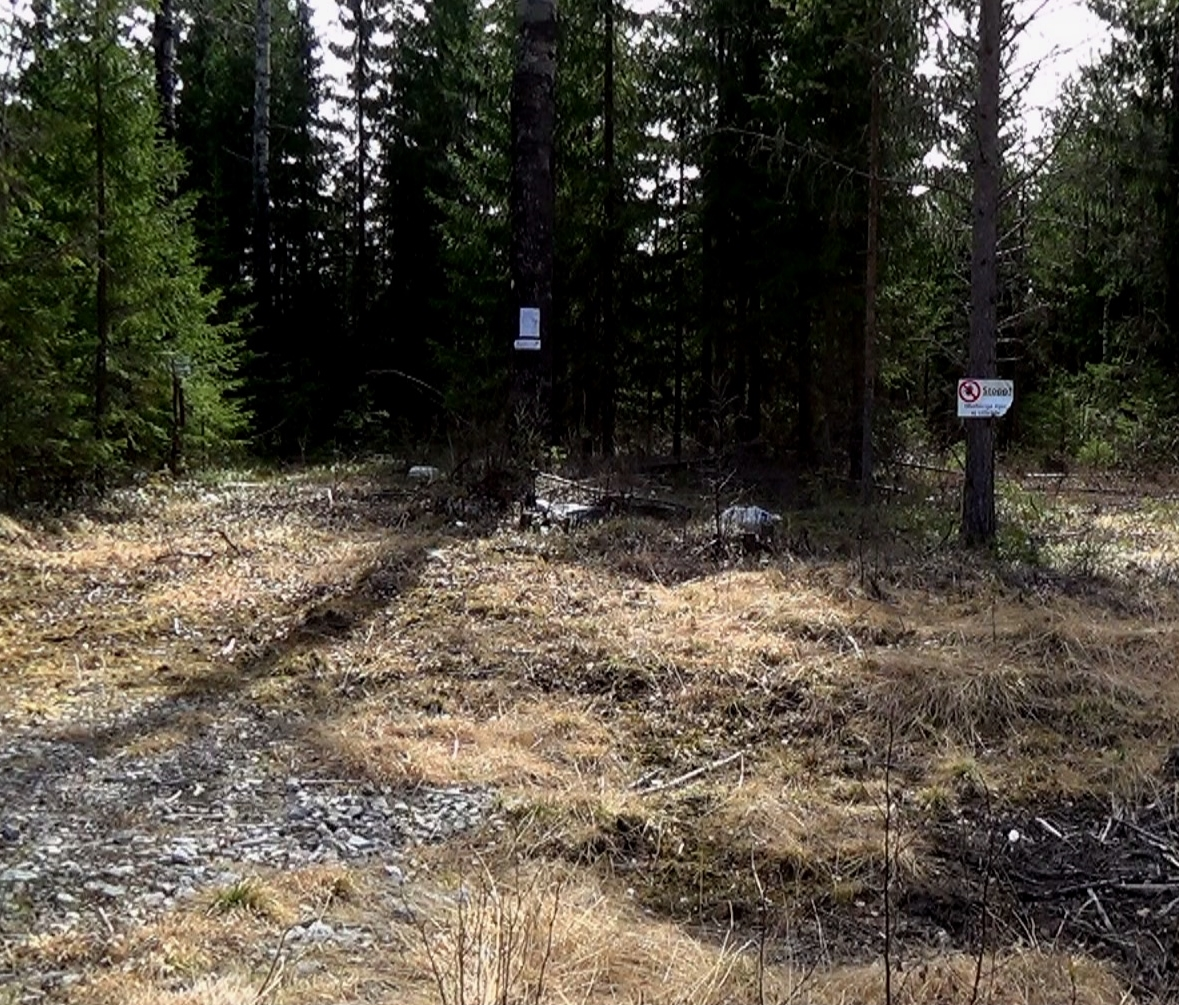
Ingången till Häxleden.

Häxleden är en led i Västernorrland där kvinnor som var misstänkta för häxeri var tvungna att vandra under det stora oväsendet i Sverige. Det uppges vara den led de dömda häxorna ur häxprocessen i Torsåker vandrade på sin väg mot avrättningen på häxberget 1675. 
Häxleden ligger utanför Prästmon i närheten av Bollstabruk i Västernorrland. Det var efter denna led de misstänkta häxorna vandrade i väntan på att bli testade med ett så kallat häxprov ute vid en sjö kallad Häxornas Sjö. 
Den öppnades som turistattraktion så sent som år 2006. Länsstyrelsen lade ut drygt 39 000 SEK på arbetare, uppsättning av skyltar och rastmöbler. Redan år 2007 hade Häxleden börjat förfalla och är numera nedlagd som turistattraktion. Leden anses idag vara väldigt svårorienterad men besöks fortfarande än i dag.
Häxleden är också en plats som är allmänt vedertagen av spiritister som hemsökt.